# قيطم فريجري
قيطم فريجري (الاسم العلمي: Xenopus fraseri) (بالإنجليزية: Fraser's clawed frog)‏ هو نوع من البرمائيات يتبع جنس القيطم من فصيلة الضفادع عديمة اللسان.